# Ци (династия Ся)
Ци (кит. трад. 啓, упр. 启, пиньинь Qî) – император Китая из династии Ся. Он правил около девяти или десяти лет.

## Биография
Его отцом был Юй, а матерью Ну Цзяо.
Согласно Сыма Цяню, Юй не хотел, чтобы Ци пришел к власти, и выбрал министра И своим преемником. Тем не менее, Ци стал императоромв возрасте 6 лет.
Бамбуковые анналы также упоминают, что Юй назначил И своим преемником, но ничего не упоминают о правлении И, указывая только, что сын Юя Ци занял трон Ся после 3-летнего траура по Юю. В нем говорится, что Бойи (Йи) умер и что Ци "назначил ему жертвоприношение". 
У Ци было по крайней мере шесть сыновей.